# Carl-Erik Eriksson (rektor)
För andra personer med samma namn, se Karl-Erik Eriksson.
Carl-Erik Valdemar Eriksson, född 16 oktober 1904 i Bollebygd, död 16 juli 1992 i Halmstad, var en svensk lärare och skolledare.
Eriksson avlade folkskollärarexamen i Göteborg 1927 och verkade från 1930 som lärare vid Kyrkskolan i Söndrum. Han blev där skolsekreterare 1948 samt distriktsöverlärare 1954 och var från 1958 till sin pensionering rektor och skolchef. Under hans tid på den senare posten inrättades två ytterligare skolor i Söndrum, Hallägraskolan och Jutarumskolan. Han gick i pension efter vårterminen 1970. Eriksson var även Söndrums kommunbibliotekarie från 1930 samt satt som vice ordförande i kyrkofullmäktige och barnavårdsnämnd. Han hade vidare engagemang inom Röda korset och den lokala hembygdsföreningen. Han var också medlem i kyrkokören.
Eriksson var från 1931 gift med Margit Yvonne Åsberg (1907–1990) med vilken han fick fyra barn, bland dem Lena Ekblad  och Christina (född 1943; 1964–1978 gift med Erik Tersmeden). Makarna jämte en tidigt avliden son ligger begravda på Söndrums kyrkogård. I själva Söndrums kyrka finns, på sakristians altare, ett av Eriksson snidat krucifix, bemålat av konstnären Erik Abrahamson.